# Gunnm: Mars Chronicle
Gunnm: Mars Chronicle (яп. 銃夢火星戦記 гамму касэи сэнки, досл. «Сны оружия: Военная хроника Марса»), также известная как Battle Angel Alita: Mars Chronicle, — научно-фантастическая манга Юкито Кисиро. Третья и завершающая работа в серии Gunnm, непосредственное продолжение Gunnm: Last Order. Выпускалось издательством Kodansha в журнале Evening с 28 октября 2014 года по 22 ноября 2022 года. Начиная с 16 января 2023 года публикация манги возобновлена на сайте Comic Days.
Сюжет Mars Chronicle разворачиваются через три года после последних событий Last Order, а также повествует о детстве главной героини Галли.

## Сюжет
Действие Mars Chronicle происходит на колонизированном Марсе. История поочерёдно рассказывает о событиях детства главной героини (373–374 гг. э. с.) и о её дальнейших приключениях в 594 году э. с. 
Задолго до освоения Ёко (яп. 陽子 Ё:ко), известной в оригинале как Галли, техники панцер-кунст (яп. パンツァークンスト панца: кунсуто), она пыталась выжить в условиях послевоенного Марса вместе с другой сиротой Эрикой. Благодаря доктору Финчу, девочка-киборг и её подруга попадают в сиротский дом для девочек в небольшом марсианском поселении. Однако Ёко и Эрика не находят там приюта надолго — городок оказывается атакован военными. Выбравшись из окружения, двое отправляются на поиски родителей Эрики. Вслед за военными прибывают наёмники, миссия которых — найти и похитить Ёко.  
Через три года после окончания событий Gunnm: Last Order Галли отправляется на Марс, чтобы посетить монумент жертвам резни сиротского дома. Там её поджидает Эрика, которая оказывается загадочной Фрау Икс — мастером панцер-кунста, ранее фигурировавшим в событиях Last Order.  Подруга детства после недолгого разговора навязывает Галли схватку. В ходе стычки выясняется, что прошло более двухсот лет с момента их последней встречи. Их бой прерывается соратниками Эрики, а затем и военными, от которых Галли узнаёт, что она обвинена в покушении на жизнь королевы Марса Лимейры (яп. リメイラ римеира).  
Двое сирот с помощью доктора Финча находят дом Эрики, который оказывается сожжённым, а многие её воспоминания о родителях — ложью. Тем временем Финч находит связь с матерью Ёко. Пути девочек расходятся на усадьбе матери Ёко в провинции Кидония. Преследующие Ёко наёмники догоняют фургон Финча, но их прерывает человек в маске, назвавшийся злодеем Бароном Мустером. Он оказывается заинтересован в Эрике, веря, что она имеет ключ к одному из величайших сокровищ Марса, и решает сделать её своей ученицей. Взятая под опеку Эрика демонстрирует прирождённую тягу к плохому, а её свежий взгляд ребёнка позволяет дойти до конца в поисках марсианского сокровища.

## Выпуск и создание
1 января 2014 года Юкито Кисиро объявил о намерении начать новую мангу в серии Gunnm во второй половине того же года. Предыдущая работа серии, Gunnm: Last Order, была завершена 28 января 2014 года. Официальный анонс состоялся 23 сентября 2014 года в журнале Evening, датой релиза было назначено 28 октября. В США манга издаётся подразделением Kodansha Comics с февраля 2018 года. Mars Chronicle призвана стать завершением тридцатилетней франшизы.
В конце второго тома был опубликован ван-шот Mu-kai (яп. 霧界 му каи) (досл. «Туманный мир») Хиботаки Тоби, история которого стала обладателем награды за лучший научно-фантастический рассказ. Иллюстрации исполнил Кисиро. Сюжет ван-шота повествует о мальчике, застрявшем в мире, в котором остановилось время.
Работая над иллюстрациями к манге, Кисиро использует как ручную работу, так и компьютерную графику. Элементы заднего плана, штриховые линии и различные механизмы рисуются вручную ассистентом Кисиро, его младшим братом Цутому.

## Критика

Фрагмент манги, демонстрирующий художественный стиль Юкито Кисиро

Рецензент Anime News Network Терон Мартин отметил, что Mars Chronicle, рассказывая о прежде загадочном прошлом Галли, представляет собой самодостаточную историю, не требующую обязательного знакомства с предыдущими работами. Говоря о сюжете, Мартин отметил творческий почерк Кисиро, для которого характерно постоянное балансирование между «очаровательно милым и невероятно уродливым». Критик также похвалил внимание мангаки к деталям футуристичного сеттинга и экшн-сцены, которые, подобно предыдущим работам серии, полны насилия и динамичности. Критике Терон подверг второстепенных персонажей, включая сироту Нинон и появляющегося позднее антагониста, а также отметил, что часть аудитории может найти тревожным наличие сцен насилия над детьми. 
Редактор журнала Paste Туссен Иган заявил, что эта часть франшизы наименее подходит для новых читателей, а вышеупомянутая работа Кисиро над сеттингом и экшн-сценами, по словам Игана, стала слабее. Резюмируя, критик высказал мнение, что первые главы Mars Chronicle направлены больше на изложение уже известных фанатам деталей вселенной, чем на рассказ собственной истории. 
В рецензии от Anime UK News Марс будущего, созданный Юкито Кисиро, был назван «апокалиптическим кошмаром», а немецкие названия и тема переселения беженцев, по мнению критика, отсылают ко Второй мировой войне и некоторым событиям современности. Mars Chronicle, продолжает рецензент, показывает опыт Кисиро как мангаки. Например, использование им разворотов для передачи значимости момента или то, как используется масштаб и резкий контраст между тенями и светом в экшн-сценах. 
Критик AIPT Дэвид Брук, описывая произведение в целом, написал, что Mars Chronicle несёт важный посыл о войне, а также раскрывает мир Gunnm с новой стороны, рассказывая о жизни на Марсе. Дэвид также отметил, что на момент выхода эта часть франшизы — наилучшая работа Кисиро в техническом плане. Так, по мнению критика, художественная часть исполнена с вниманием к деталям, а моменты эмоционального накала трогают до глубины души. Кроме этого, работа мангаки над окружением, продолжает Дэвид, даёт ясно понять отличие колонизированного Марса от Земли. Говоря о дальнейшем развитии сюжета, Брук с негодованием отнёсся к повествованию, скачущему из прошлого в будущее, и избыточному количеству экспозиции. Однако критик с интересом воспринял возвращение истории к юным Ёко и, в особенности, Эрике в четвёртом томе, похвалив приключение в поисках марсианского сокровища. 